# هنر هندی

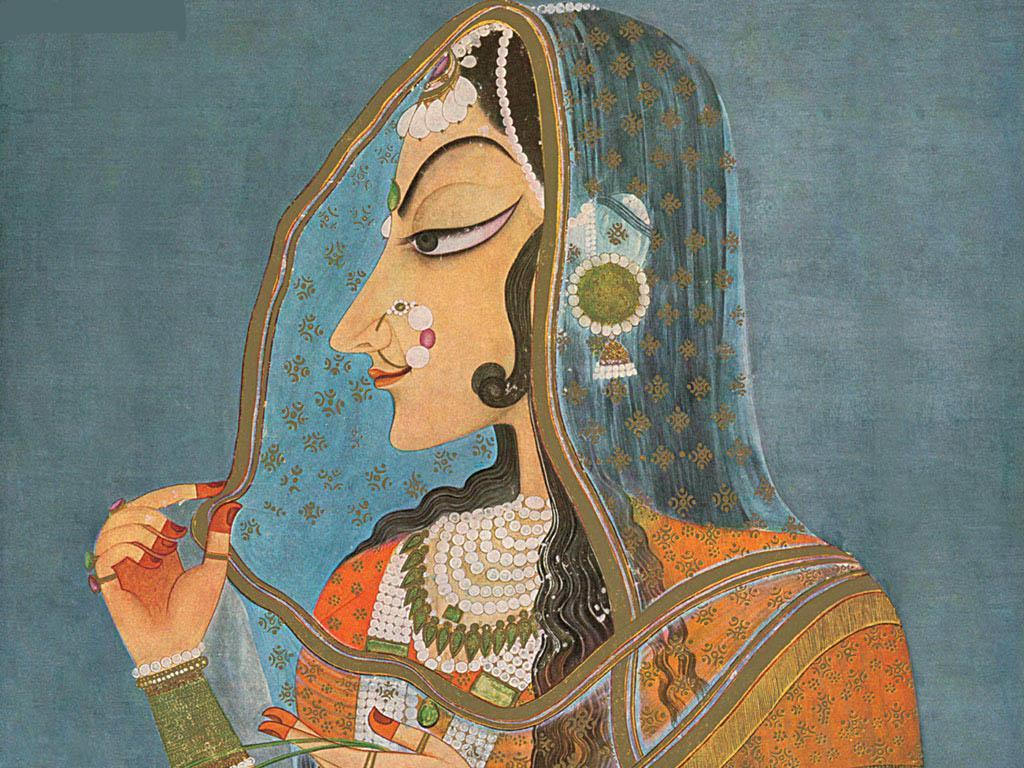
مینیاتور بانی دانی دوره مغولیان هند نمونه ای از هنر هند

هنر هندوستان یا هنر هندی به کارهای هنری هندیان گفته می‌شود که در فاصله زمانی بین هزاره سوم قبل از میلاد تا دوران مدرن به وجود آمده‌است. به باور دانشمندان و صاحب نظران عرصه هنر، هنر هندی، هنری مزین، و به‌غایت آراسته به حساب می‌آید که این نوع از آراستگی در طول زمان و رفته رفته به صورت قانونی برای این رویه درآمده و جنبه‌های گسترده و آزادی بیان وسیعی در گونه هنری ایشان دیده می‌شود و دیگر ویژگی بارز هنر سرزمین هند، میل به طراحی است که به عنوان بارزترین وجه شناخته شده و چه در هنر مدرن و چه در هنر سنتی می‌توان نمودهای آن را به عینه دید.
دامنه وسیع هنر هندی با تاریخ فرهنگی، مذهب و فلسفه ایشان درهم تنیده‌است که در همین راستا تولید و حمایت هنری را در بافت اجتماعی و فرهنگی سبب گشته‌است.
هنر هندی را می‌توان در این دوران‌ها دسته‌بندی کرد.
دوران باستان 《۳۹۰۰قبل از میلاد تا۱۲۰۰میلاد》استیلای اسلامی《۱۱۹۲تا۱۷۵۷میلاد》
دورهٔ استعماری《۱۷۵۷تا۱۹۴۷میلادی》.